# V의 에피소드 목록
《V》(브이)는 2009-2010년에 미국 ABC에서 방송된 SF드라마이다. 엘리자베스 미첼, 조엘 그레치, 모레나 바카린, 스콧 울프, 로라 반데르부트 등이 출연한다. 케네스 존슨이 1983년 만들었던 동명의 드마라를 26년만에 리메이크한 것이다. 《V》는 ABC채널을 통해 2009년 11월 3일에서 2010년 5월 18일까지 모두 12개의 에피소드가 방송되었다. 한국에서는 2010년 4월 2일부터 케이블TV인 채널CGV을 통해 매주 금요일 밤 방송되었다.

## 에피소드 가이드

### 1회: Pilot
- 미국 ABC방송일: 2009년 11월 3일
- 줄거리:  FBI 대테러본부의 정예요원인 에리카는 홀로 외아들 타일러를 키운다. 어느날 뉴욕의 상공에 거대한 비행선이 모습을 드러낸다. 이들은 미국 뿐만 아니라 전 세계 대도시의 상공에 동시에 나타난다. 지구인들이 공포와 호기심에 쳐다보고 있을 때 한 아름다운 여인의 화면에 모습을 드러낸다. 자신을 '애나'라고 소개하면서 자신들은 방문객(Visitors)이며 자신들에게 필요한 물을 제공해주면 자신들의 발전된 선진기술을 지구인에게 전수해주겠다고 한다. 지구인의 반은 두려움에 떨고 또 반은 호기심에 가득찬다. 라이언은 애인 발레리에게 반지를 선물하며 프로포즈를 준비한다. 에리카는 동료 데일과 테러조직을 수사하다가 비밀스러운 장소에 이르게 된다.잭 신부는 어느날 피를 흘리며 성당으로 달려온 한 남자에게서 뜻밖의 소리를 듣는다. 한편 방송국 앵커는 채드 데커는 외계인과 단독 인터뷰를 하면서 야심을 갖게 된다. 에리카가 잠입한 곳에서 외계인의 공격이 시작되고 에리카와 잭 신부는 그곳에서 지구에는 이미 외계인이 많이 잠입해있다면서 아무도 믿지 말라는 경고를 듣는다.

### 2회: There Is No Normal Anymore
- 미국 ABC방송일: 2009년 11월 10일
- 줄거리: 외계 방문객의 지도자 애나는 미국 등 주요 국가들과 외교조약을 체결하려고 하고 자신에 대한 우호적인 여론을 조성하기 위해 저널리스트 채드를 이용하기로 한다. 하지만 채드 또한 다른 야심으로 애나에 대한 도전적인 인터뷰로 관심을 모으기 시작한다. 타일러는 외계인의 비행모선에서 매력적인 외계인 리사를 보게 되고 'V평화사절단'에 가입한다. 잭 신부는 진실을 알리기 위해 자신이 보았던 것을 FBI에 신고한다. 하지만 자신의 동료마저 외계인이었다는 사실에 충격을 받은 에리카는 자신이 보았던 사실을 감추고 따로 외계인에 대한 조사에 들어간다. 한편 라이언은 추방된 외계인이며 지구인을 돕는 존재로 밝혀지는데 애인 발레리를 위해서는 자신이 떠나줘야한다는 사실을 깨닫는다.

### 3회: A Bright New Day
- 미국 ABC방송일: 2009년 11월 17일
- 줄거리: 마침내 V(외계의 방문객들)는 미국과 외교관계를 맺고 V는 미국을 자유롭게 왕래할 수 있게 된다. 하지만 V에 대한 반감도 높아지고 살해협박 전화도 걸려온다. FBI의 에리카는 평화대사센터에 들어가서 협박전화를 조사하게 된다. 그곳에서 에리카는 무단잠입 테러용의자를 검거하는 수훈을 세운다.(이것은 애나의 자작극으로 밝혀진다) 에리카는 V의 모선의 통제구역에서 감시센터를 엿보게 된다. 그곳에서 알게 된 사실은 평화대사 유니폼에 비밀카메라가 설치되어있다는 것. 라이언은 V에 대항한 최초의 전사 존 메이를 찾아내면 항거가 유리할 것이라고 말한다. 존 메이는 이른바 5군단(the Fifth Column)의 리더이다. 존 메이를 찾기 위해 옛 동료 사이러스를 찾아가지만 이미 그는 배신한 상태이다. 한편 죽은 줄 알았던 데일은 V의 모선으로 옮겨져서 치료를 받는다. 데일은 외상후 단기기억상실증세를 보이다가 결국 에리카가 자신의 정체(지구에 잠입한 외계인)를 알고 있다는 사실을 떠올린다. 그런데 뜻밖에도 그를 치료하던 조슈아가  "5군단이 자네에게 안부 전하네."라며 죽인다. V가 지구에 도착하는날 추락한 전투기 조종사의 유족 메리는 V를 맹비난하고 이것은 여론을 악화시킬 것이라고 판단한 애나는 메리를 위로하며 우군으로 만든다. 잭 신부는 조지를 찾아나선다. 에리카, 잭 신부, 라이언과 조지가 힘을 합치게 된다. 리사는 타일러에게 다시 평화대사에 복귀가 허용되었다고 알려주고 둘은 급격히 친밀해진다. 리사는 애나에게 타일러를 이용하자고 말하면서 "엄마"라고 덧붙인다.